# 三重県道697号三雲久居線
三重県道697号三雲久居線（みえけんどう697ごう みくもひさいせん）は、三重県松阪市から津市に至る一般県道である。

## 概要
松阪市小舟江町から津市久居元町に至る。

### 路線データ
- 起点：三重県松阪市小舟江町（字北浦107番地先[1][2]：小舟江町北交差点、国道23号交点）
- 終点：三重県津市久居元町（字垣内237番地先[1][2]：須賀瀬大橋北詰交差点、三重県道24号松阪久居線交点）

## 歴史
- 1959年（昭和34年）
  - 1月25日  - 認定[3]

起点：三重県一志郡三雲村
終点：三重県一志郡久居町
重要な経過地：三重県一志郡嬉野町
  - 3月31日 - 道路区域の決定[4]
  - 5月19日 - 道路の供用開始[5]

三重県一志郡三雲村大字曽原662の3番地先から三重県一志郡嬉野町大字小村字山の神152番地先を経て三重県一志郡久居町本町1539番地先まで（延長7.59 km）
- 2007年（平成19年）4月1日 - 県道の路線認定の一部改正[6]（自治体合併に伴う変更）

起点：三重県松阪市
終点：三重県津市
重要な経過地：削除
- （変更時期不明） - 道路区域を変更（路線を短縮、起点・終点を変更）

三重県松阪市小舟江字北浦107番地先から三重県津市久居元町字垣内237番地先まで

## 路線状況

### 重複区間
- 三重県道413号嬉野津線（松阪市肥留町・肥留町南交差点 - 松阪市嬉野小村町）

### 道路施設

#### 橋梁
- 大正橋（雲出川、松阪市 - 津市）

## 地理

### 通過する自治体
- 三重県
  - 松阪市 - 津市

### 交差する道路
| 交差する道路                       | 市町村名 | 交差する場所 | 交差する場所                |
| ---------------------------------- | -------- | ------------ | --------------------------- |
| 国道23号 / 伊勢街道                | 松阪市   | 小舟江町     | 小舟江町北交差点 / 起点     |
| 三重県道413号嬉野津線 重複区間起点 | 松阪市   | 肥留町       | 肥留町南交差点              |
| 三重県道413号嬉野津線 重複区間終点 | 松阪市   | 嬉野小村町   |                             |
| 国道23号 / 中勢バイパス            | 松阪市   | 嬉野新屋庄町 |                             |
| 三重県道24号松阪久居線             | 津市     | 久居元町     | 須賀瀬大橋北詰交差点 / 終点 |

### 交差する鉄道
- 紀勢本線
- 近鉄名古屋線

### 沿線
- 柘植コンクリート工業 三雲工場
- 住電エレクトロニクス 本社
- 雲出川緑地公園
- 近鉄大阪線・近鉄名古屋線・近鉄山田線 伊勢中川駅
- 近鉄名古屋線 桃園駅